# Montalto Uffugo
Montalto Uffugo est une commune de la province de Cosenza, dans la région de Calabre, en Italie.

## Administration
| Période                                  | Période | Identité | Étiquette | Qualité |
| ---------------------------------------- | ------- | -------- | --------- | ------- |
|                                          |         |          |           |         |
| Les données manquantes sont à compléter. |         |          |           |         |

### Communes limitrophes
Fuscaldo, Lattarico, Luzzi, Paola, Rende, Rose, San Benedetto Ullano, San Fili, San Vincenzo La Costa

### Jumelages
- Brissago (Suisse)

## Personnalités
- Hélène Aiello
- Paolo Antonio Foscarini
- Angelo Zavarroni (1707-1767), archéologue et biographe italien, est né à Montalto Uffugo.